# Facultad de Odontología de la Universidad de Concepción
La Facultad de Odontología es una facultad de la Universidad de Concepción, y la primera de odontología de Chile.

## Historia

Escudo de la Universidad de Concepción.

En el año 1919 nace la Universidad de Concepción y junto a la tutela de su primer rector Don Enrique Molina Garmendia se crean sus primeras 4 Escuelas: Química Industrial, Farmacia, Pedagogía en Inglés y Dentística. La Carrera de Odontología se crea en la forma de un curso de Dentística en 1919, una aventura de la Universidad naciente con otros tres cursos, Química Industrial, Farmacia y Pedagogía en Inglés. Su principal objetivo estaba centrado en el estado sanitario de la población, en el cual se esperaba intervenir. De esa manera, la Escuela Dental de Concepción respondía a una demanda creciente de estudiantes por esa formación profesional y a una motivación de salud pública, para responder a una necesidad de salud bucal en un gran segmento de la comunidad regional.
Desde sus inicios la carrera fue sometida a evaluación de pares externos. Al finalizar el primer año de estudios, la eficiencia de los programas se puso a prueba ante las comisiones examinadoras nombradas por la Universidad de Chile. Se presentaron 34 alumnos, de los cuales aprobaron 29, la mayoría con notas sobresalientes. En 1920, la escuela añade al cuerpo docente dentistas para las asignaturas clínicas, prótesis, operatoria, ortodoncia, coronas y puentes. Las clínicas presentaron al público considerables servicios; más de ochocientas personas fueron atendidas por los alumnos bajo la inmediata supervisión de profesores y ayudantes.
Entre 1921-1922 la escuela tuvo para sus trabajos prácticos dos extensas salas de 14 unidades dentales modernas cada una, un equipo de rayos y una sala provista de instrumental especializado para cirugía.
Tras su primer asentamiento en el Hospital San Juan de Dios, la Escuela se trasladó a la avenida O' Higgins, luego a la calle Tucapel y posteriormente a calle San Martín.
Ya en 1921 y bajo la dirección del Dr. Serapio Carrasco la Escuela había atendido a más de 800 personas. Este éxito académico permitió debatir la conveniencia de dividir la Facultad de Ciencias y crear la Facultad de Odontología, así, y con el nombramiento del Médico Ernesto Fisher Clayne como su primer decano esta nace en agosto de 1927 y se convierte en la primera de su género en el país, junto a esto la Facultad se traslada nuevamente y en 1931 se enclava a un costado del Barrio Universitario, lugar que hoy ocupa la casa del Arte.
El actual edificio, ubicado en Roosvelt 1550, se inaugura el 16 de abril de 1982.

## Organización
- Departamento de Prevención y Salud Pública Odontológica.
- Departamento de Patología y Diagnóstico.
- Departamento de Estomatología Quirúrgica.
- Departamento de Pediatría Bucal.
- Departamento de Odontología Restauradora.

Además cuenta con:
- Laboratorio de Patología Bucal
- Laboratorio Dental
- Laboratorio de Histología y Embriología Buco-dental

## Pregrado
Los alumnos al egresar obtienen el grado académico de Licenciado en Odontología y el título profesional de Cirujano-Dentista, otorgado por la Universidad de Concepción.

## Postgrado

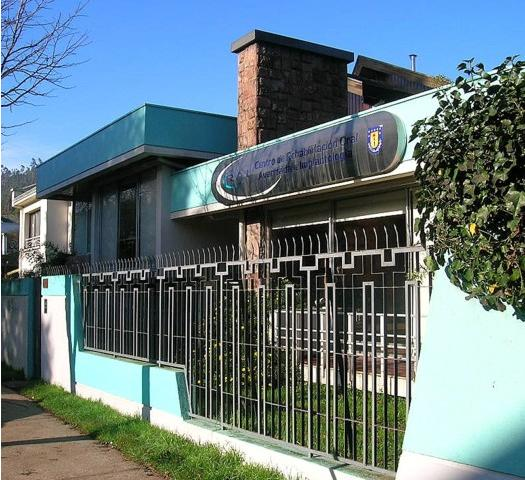
Centro de Rehabilitación Oral Avanzada e Implantología, Victoria 232, Barrio Universitario, Concepción. Chile.

Los postgrados que ofrece la facultad son:
- Cirugía Bucal y Cirugía Máxilo Facial
- Odontopediatría
- Endodoncia
- Ortodoncia
- Periodoncia e Implantología
- Implantología con mención en reconstrucción protésica
- Rehabilitación Oral con Mención en Prótesis
- Rehabilitación Oral Avanzada e Implantología

### Centro de Rehabilitación Oral Avanzada e Implantología
La Universidad de Concepción con el apoyo de la Comisión Nacional de Investigación Científica y Tecnológica CONYCYT, a través del fondo de fomento al desarrollo científico y tecnológico, FONDEF, creó El Centro de Rehabilitación Oral Avanzada e Implantología (CRAI), el año 2003. En él un equipo de investigadores e académicos, dirigidos por el Prof. Dr. Jorge Jofré realiza investigación aplicada, docencia de postgrado y actividad clínica.
Se han incorporado en el proceso de aprendizaje diversas tecnologías de ingeniera de vanguardia, como la navegación quirúrgica tridimensional y la rehabilitación asistida por computador para obtener un máximo de precisión, reduciendo riesgos y tiempos de tratamientos.

## Extensión
La facultad cuenta con el programa televisivo "Conversando con la Odontología" transmitido por el canal TVU, este programa es un espacio creado en 2003 por la Comisión de Extensión de la facultad de Odontología, con el propósito de entregar educación en salud bucal a la población, difundiendo además el quehacer de los docentes y alumnos, y mostrar las innovaciones en el área de la odontología.